# Bishop Middleham
Bishop Middleham – wieś w Anglii, w hrabstwie Durham. Leży 12 km na południowy wschód od miasta Durham i 364 km na północ od Londynu.